# Поражение (фильм, 1987)
«Поражение» — 4-серийный телевизионный художественный фильм режиссёра Булата Мансурова, снятый по мотивам романа Даниила Гранина «Иду на грозу» в 1987 году на киностудии «Мосфильм» Творческим объединением телевизионных фильмов, по заказу Гостелерадио СССР.

## Сюжет
1 серия «Поиск правды»
Студенты-физики Сергей Крылов и Олег Тулин совершенно по-разному смотрят на мир. Крылов прямолинеен и не способен на компромиссы, Тулин же дипломат по натуре, умеет лавировать и ладить с самыми различными людьми, но, несмотря на непохожие характеры, они друзья. Их объединяет мечта покорить грозу. 

Телефильм начинается с того, что профессор Денисов отказывается брать в лабораторию Крылова, заявив ему, что он малоспособный. Вспылив, Крылов уходит на завод. Тулин пытается уговорить друга не бросать учёбу, но Сергей непреклонен. 

На заводе способности Крылова оценили по достоинству и взяли в КБ, где в него влюбилась сотрудница Ада. Крылов не замечает её чувств, он думает только о науке. По настоянию заводского начальства Крылов сдал экстерном университетский курс, но, невзирая на блестящие перспективы на заводе, уходит оттуда, чтобы попасть на работу в лабораторию профессора Данкевича. В это время Сергей встречает Лену и влюбляется в неё. 

Исследовательская работа лаборатории Данкевича протекает трудно. На учёном совете принято решение лишить финансирования работы Данкевича и передать средства лаборатории, которой руководил профессор Денисов. Крылову предлагают отправиться в кругосветное путешествие вместе с научной экспедицией. Лену обрадовало такое предложение, и она советует Сергею ехать. Отчаявшись добиться справедливости, Крылов соглашается. Перед отъездом Лена сообщает ему, что выходит замуж за другого. 

Данкевич, оставшись без работы, лаборатории и учеников, заболевает и вскоре умирает в больнице.
2 серия «Полуправда»
Вернувшись из кругосветного путешествия, Крылов узнаёт о смерти Данкевича. Знакомый покойного профессор Голицын приглашает молодого учёного к себе в лабораторию. Сергей уезжает в Кахетию и принимает участие в работе противоградовой службы. Там завязываются его отношения с коллегой Наташей. Но, несмотря на симпатию к девушке, после болезненного расставания с Леной Сергей боится снова влюбляться. Метеорологи успешно предотвращают градообразование, но однажды противоградовые мероприятия оказались бессильны. На район обрушился сильный град, погубивший урожай и многих животных. Старик, работающий на метеостанции, обвинил в граде противоградовую службу. Остро ощущая своё бессилие перед стихией, Крылов возвращается в Москву. 

В Москве, работая в лаборатории Голицына, Сергей сожалеет, что не взял с собой Наташу. Он понял, что привязался к ней и сейчас скучает по девушке. Но Наташа не отвечает на его письма. Тоска мешает Сергею работать. Голицын недоволен им. Тем не менее, он неожиданно предлагает Крылову занять вакантную должность заведующего лабораторией. На эту же должность претендует другой сотрудник лаборатории, Агатов. 

В Москву приезжает Олег Тулин. Он встречается с генералом Южиным и старается его убедить позволить ему полёты в грозовые облака с научной целью. Южин знакомит Тулина с опытным пилотом Хоботневым, не раз летавшем в грозу на истребителе. 

Крылов, защищая работу Тулина, ссорится с Голицыным. Агатов плетёт против Крылова интриги, пытаясь выставить его перед профессором в самом неприглядном свете. В результате Сергей уходит из института. Узнав об этом, Тулин великодушно берёт его в свою группу. Перед экспедицией Крылов заезжает в Кахетию, чтобы объясниться с Наташей, но там узнаёт, что она уехала, и никто не знает, где она теперь.
3 серия «Правда и полуправда»
Тулину удалось добиться разрешения на полёты в грозу. Два друга с помощью научного сотрудника Веры Матвеевны, аспиранта Ричарда и студентов Жени, Кати и Алёши начали исследовательскую работу грозовых явлений в Абхазии. Присматривать за научной группой из Москвы прислали Агатова. 

Олегу приглянулась студентка Женя, и он начинает оказывать ей знаки внимания, несмотря на то, что девушка встречается с Ричардом. В процессе работы между Тулиным и Крыловым возникают разногласия. Олега раздражает, что Сергей всё ставит под сомнение и советует ему не торопиться с выводами. Он просит у Тулина возможности перепроверить результаты на модели. 

Тем временем Агатов требует приостановить полёты. Не в силах воевать на два фронта Тулин решает отправить Сергея вместе с Ричардом в Тбилиси, где они должны протестировать модель. С ними едут Агатов и лётчики, чтобы получить новый самолёт. Отъезд Ричарда развязывает руки Тулину, и он прилагает все усилия, чтобы обольстить Женю. 

В Тбилиси, пока Крылов и Ричард работали за компьютерами научного института, лётная группа и Агатов осмотрели экспериментальный самолёт, после чего приступили к знакомству с местными достопримечательностями. На рынке лётчики разыгрывают Агатова. По возвращении в Сухуми Агатов узнаёт от дежурной в гостинице все новости об оставшихся там участниках экспедиции, в том числе о том, что Тулин ухаживал за Женей. Он намекает об отношениях Олега и Жени Ричарду, но тот не желает верить в подлость Тулина и ссорится с Агатовым. В расстроенных чувствах молодой человек разыскивает Женю и встречает её на мосту с Тулиным. Обидевшись, Агатов требует отправить Ричарда в Москву. Но за Ричарда заступается Крылов. 

Перед самым вылетом Тулин сообщает Крылову о том, что едет в город, чтобы встретиться с замминистра Богдановским, и берёт с собой Женю. Также он распорядился оставить Агатова на локаторе. Руководить полётом предстоит Крылову. Агатов рассказывает Ричарду, как Тулин был рад отправить его в Москву. Ричард пытается поговорить с Женей, но она спешит и ей не до разговоров.
4 серия «Прикосновение к истине»
После встречи с Богдановским Тулин проводит с Женей время на пляже. В это время из-за неправильного прогноза, данного Агатовым, самолёт с научной группой попадает в эпицентр сильнейшей грозы. Самолёт терпит аварию, исследователи и экипаж десантируются, за исключением Ричарда — тот, пытаясь достать застрявшую кассету с результатами работы группы, задерживается в салоне, и это стоит ему жизни. 

Узнав о трагедии, Женя раскаивается в своём поведении. Она потрясена эгоизмом Тулина, который в сложившейся ситуации беспокоится только о себе. 

На комиссии, которая занималась расследованием авиакатастрофы, Тулин быстро сдаёт позиции. Сергей не понимает его и старается отстоять работу. Неожиданно профессор Голицын становится на его сторону. Тем не менее, дальнейшие полёты невозможны, работы закрывают и группу распускают. 

К Сергею Крылову приезжает Ада, любившая его все эти годы. Он понимает, что она — его судьба, и им суждено быть вместе. Олег Тулин покидает место своего поражения в полном смятении. Его мучает совесть, в том числе и из-за Жени. 

Пути Крылова и Тулина окончательно расходятся — и в науке, и в жизни.

## В ролях
- Игорь Волков — Сергей Крылов, молодой учёный
- Андрей Тенета — Олег Тулин, учёный
- Василий Лановой — профессор Борис Григорьевич Данкевич
- Ольга Кабо — Женя, учёная
- Евгений Дворжецкий — Ричард, аспирант
- Леонид Куравлёв — Яков Иванович Агатов, учёный
- Павел Кадочников — Аркадий Борисович Голицин, член-корреспондент АН СССР
- Лев Прыгунов — лётчик Алексей Иванович Хоботнев
- Майя Булгакова — Вера Матвеевна, учёная
- Елена Антонова — Наташа
- Татьяна Плотникова — Ада
- Елена Малявина — Катя, учёная
- Валерий Ярёменко — Алёша, учёный
- Ирина Климова — Елена Николаевна (Лена) Бельская
- Леонид Марков — генерал Николай Яковлевич Южин
- Валентин Букин — бортмеханик Николай (Коля) Широбоков
- Олег Белов — второй пилот Востриков
- Игорь Ленев — штурман Поздышев
- Павел Сиротин — бортовой радист
- Ольга Сошникова — жена Данкевича
- Александр Белявский — чиновник Богдановский
- Валентин Смирнитский — Николай Николаевич Возницын
- Юрий Катин-Ярцев — Лазарь
- Баадур Цуладзе — продавец вина
- Владимир Мсрян — Гатенян
- Игорь Кашинцев — Николай Николаевич Денисов
- Владимир Епископосян — Пирадзе
- Леонтий Полохов — Аникеев
- Игорь Шавлак — журналист
- Юрий Михеенков — Бочкарёв
- Елена Ривас — Сима, жена Возницына
- Владимир Привалов — Серов
- Станислав Соколов — экспедитор
- Василий Стрельников — американец
- Екатерина Урманчеева — дежурная
- Виктор Васильев — психолог
- Галина Левченко — секретарь
- Таисия Литвиненко — вахтёр (нет в титрах)

ОЗВУЧИВАНИЕ
Павел Ефимов — Голицын (роль Павла Кадочникова)
ВОКАЛ
1 серия Владимир Мальченко — песня на стихи Р. Бернса
3 серия Евгений Дворжецкий — песня на стихи E. Евтушенко

## Факты
- Действие фильма перенесено из 1960-х в 1980-е годы.
- В этом сериале основной сюжетной линией является жизнь и работа Сергея Крылова, в то время как в старом фильме «Иду на грозу» рассказывается о судьбе двух молодых учёных-физиков Крылова и Тулина. В этом фильме Тулин присутствует, скорее, как второстепенный герой.
- Некоторые актёры снимались как в старом фильме, так и в этом сериале:

| Актёр               | фильм «Иду на грозу», 1965 год | сериал «Поражение», 1987 год |
| ------------------- | ------------------------------ | ---------------------------- |
| Василий Лановой     | Олег Тулин                     | профессор Данкевич           |
| Александр Белявский | Сергей Крылов                  | Богдановский                 |
| Лев Прыгунов        | аспирант Ричард                | лётчик Хоботнев              |